# Paul Annacone
Paul Annacone (ur. 20 marca 1963 w Southampton (Nowy Jork)) – amerykański tenisista i trener tenisa, zwycięzca Australian Open 1985 w grze podwójnej, reprezentant w Pucharze Davisa.

## Kariera tenisowa
Zawodowym tenisistą był w latach 1984–1993.
W grze pojedynczej wygrał 3 turnieje rangi ATP World Tour oraz osiągnął 3 finały. W rozgrywkach wielkoszlemowych jest ćwierćfinalistą Wimbledonu 1984, gdy przystępował do turnieju jako 242. tenisista w rankingu. Pokonał m.in. w 4 rundzie 13. w zestawieniu ATP Johana Krieka, a przegrał z Jimmym Connorsem.
W grze podwójnej jest mistrzem Australian Open 1985, startując w parze z Christo Van Rensburgiem. Amerykanin jest ponadto finalistą US Open 1990, kiedy to tworzył debel z Davidem Wheatonem. Łącznie w tej konkurencji zwyciężył w 14 turniejach, a w dalszych 16 był finalistą.
Wspólnie z Betsy Nagelsen osiągnął w 1987 finał gry mieszanej na US Open w finale ponosząc porażkę z Martiną Navrátilovą i Emilio Sánchezem.
Annacone zagrał w 1 meczu o Puchar Davisa, w 1986 roku w półfinale grupy światowej z Australią, w rywalizacji deblowej wspólnie z Kenem Flachem. Australia awansowała do finału po triumfie 3:1, a punkt dla Stanów Zjednoczonych zdobył debel Annacone–Flach po pokonaniu Pata Casha i Johna Fitzgeralda.
W rankingu gry pojedynczej Annacone najwyżej był na 12. miejscu (3 marca 1986), a w klasyfikacji gry podwójnej na 3. pozycji (6 kwietnia 1987).

### Finały w turniejach ATP World Tour
| Legenda                                      |
| -------------------------------------------- |
| Wielki Szlem                                 |
| Igrzyska olimpijskie                         |
| Tennis Masters Cup / ATP Finals              |
| ATP Masters Series / ATP Tour Masters 1000   |
| ATP International Series Gold / ATP Tour 500 |
| ATP International Series / ATP Tour 250      |

#### Gra pojedyncza (3–3)
| Końcowy wynik | Nr | Data | Turniej           | Nawierzchnia    | Przeciwnik     | Wynik finału            |
| ------------- | -- | ---- | ----------------- | --------------- | -------------- | ----------------------- |
| Finalista     | 1. | 1985 | Atlanta           | Dywanowa (hala) | John McEnroe   | 6:7, 6:7, 2:6           |
| Zwycięzca     | 1. | 1985 | Los Angeles       | Twarda          | Stefan Edberg  | 7:6, 6:7, 7:6           |
| Zwycięzca     | 2. | 1985 | Brisbane          | Dywanowa (hala) | Kelly Evernden | 6:3, 6:3                |
| Finalista     | 2. | 1985 | Melbourne         | Dywanowa (hala) | Marty Davis    | 4:6, 4:6                |
| Finalista     | 3. | 1988 | Stratton Mountain | Twarda          | Andre Agassi   | 2:6, 4:6                |
| Zwycięzca     | 3. | 1989 | Wiedeń            | Dywanowa (hala) | Kelly Evernden | 6:7, 6:4, 6:1, 2:6, 6:3 |

#### Gra podwójna (14–16)
| Końcowy wynik | Nr  | Data | Turniej                    | Nawierzchnia    | Partner              | Przeciwnicy                      | Wynik finału            |
| ------------- | --- | ---- | -------------------------- | --------------- | -------------------- | -------------------------------- | ----------------------- |
| Finalista     | 1.  | 1983 | Kolonia                    | Dywanowa (hala) | Eric Korita          | Nick Saviano Florin Segărceanu   | 3:6, 4:6                |
| Finalista     | 2.  | 1984 | Livingston                 | Twarda          | Glenn Michibata      | Scott Davis Ben Testerman        | 4:6, 4:6                |
| Zwycięzca     | 1.  | 1984 | Sydney                     | Trawiasta       | Christo Van Rensburg | Tom Gullikson Scott McCain       | 7:6, 7:5                |
| Zwycięzca     | 2.  | 1985 | Delray Beach               | Twarda          | Christo Van Rensburg | Sherwood Stewart Kim Warwick     | 7:5, 7:5, 6:4           |
| Zwycięzca     | 3.  | 1985 | Atlanta                    | Dywanowa (hala) | Christo Van Rensburg | Steve Denton Tomáš Šmíd          | 6:4, 6:3                |
| Finalista     | 3.  | 1985 | Las Vegas                  | Twarda          | Christo Van Rensburg | Pat Cash John Fitzgerald         | 6:7, 7:6, 6:7           |
| Finalista     | 4.  | 1985 | Newport                    | Trawiasta       | Christo Van Rensburg | Peter Doohan Sammy Giammalva Jr. | 1:6, 3:6                |
| Finalista     | 5.  | 1985 | Los Angeles                | Twarda          | Christo Van Rensburg | Scott Davis Robert Van’t Hof     | 3:6, 6:7                |
| Zwycięzca     | 4.  | 1985 | San Francisco              | Dywanowa (hala) | Christo Van Rensburg | Brad Gilbert Sandy Mayer         | 3:6, 6:3, 6:4           |
| Zwycięzca     | 5.  | 1985 | Australian Open, Melbourne | Trawiasta       | Christo Van Rensburg | Mark Edmondson Kim Warwick       | 3:6, 7:6, 6:4, 6:4      |
| Finalista     | 6.  | 1986 | Londyn WCT                 | Dywanowa (hala) | Christo Van Rensburg | Heinz Günthardt Balázs Taróczy   | 4:6, 6:1, 6:7, 7:6, 4:6 |
| Finalista     | 7.  | 1986 | Stratton Mountain          | Twarda          | Christo Van Rensburg | Peter Fleming John McEnroe       | 3:6, 6:3, 3:6           |
| Zwycięzca     | 6.  | 1987 | Key Biscayne               | Twarda          | Christo Van Rensburg | Ken Flach Robert Seguso          | 6:2, 6:4, 6:4           |
| Finalista     | 8.  | 1987 | Orlando                    | Twarda          | Christo Van Rensburg | Sherwood Stewart Kim Warwick     | 6:2, 6:7, 4:6           |
| Zwycięzca     | 7.  | 1987 | Chicago                    | Dywanowa (hala) | Christo Van Rensburg | Mike De Palmer Gary Donnelly     | 6:3, 7:6                |
| Zwycięzca     | 8.  | 1987 | Tokio                      | Twarda          | Kevin Curren         | Andrés Gómez Anders Järryd       | 6:4, 7:6                |
| Finalista     | 9.  | 1988 | Schenectady                | Twarda          | Patrick McEnroe      | Alexander Mronz Greg Van Emburgh | 3:6, 7:6, 5:7           |
| Zwycięzca     | 9.  | 1988 | Paris                      | Twarda (hala)   | John Fitzgerald      | Jim Grabb Christo Van Rensburg   | 6:2, 6:2                |
| Finalista     | 10. | 1988 | Sztokholm                  | Twarda (hala)   | John Fitzgerald      | Kevin Curren Jim Grabb           | 5:7, 4:6                |
| Zwycięzca     | 10. | 1989 | Memphis                    | Twarda (hala)   | Christo Van Rensburg | Scott Davis Tim Wilkison         | 7:6, 6:7, 6:1           |
| Zwycięzca     | 11. | 1989 | Filadelfia                 | Dywanowa (hala) | Christo Van Rensburg | Rick Leach Jim Pugh              | 6:3, 7:5                |
| Finalista     | 11. | 1989 | Scottsdale                 | Twarda          | Christo Van Rensburg | Rick Leach Jim Pugh              | 7:6, 3:6, 2:6, 6:2, 4:6 |
| Finalista     | 12. | 1989 | San Francisco              | Dywanowa (hala) | Christo Van Rensburg | Pieter Aldrich Danie Visser      | 4:6, 3:6                |
| Finalista     | 13. | 1989 | Wiedeń                     | Dywanowa (hala) | Kelly Evernden       | Jan Gunnarsson Anders Järryd     | 2:6, 3:6                |
| Zwycięzca     | 12. | 1990 | Toronto                    | Twarda          | David Wheaton        | Broderick Dyke Peter Lundgren    | 6:1, 7:6                |
| Finalista     | 14. | 1990 | US Open, Nowy Jork         | Twarda          | David Wheaton        | Pieter Aldrich Danie Visser      | 2:6, 6:7, 2:6           |
| Finalista     | 15. | 1992 | Newport                    | Trawiasta       | David Wheaton        | Royce Deppe David Rikl           | 4:6, 4:6                |
| Zwycięzca     | 13. | 1993 | Atlanta                    | Ceglana         | Richey Reneberg      | Todd Martin Jared Palmer         | 6:4, 7:6                |
| Finalista     | 16. | 1993 | Coral Springs              | Ceglana         | Doug Flach           | Patrick McEnroe Jonathan Stark   | 4:6, 3:6                |
| Zwycięzca     | 14. | 1993 | Pekin                      | Dywanowa (hala) | Doug Flach           | Jacco Eltingh Paul Haarhuis      | 7:6, 6:3                |

#### Gra mieszana (0–1)
| Końcowy wynik | Nr | Data | Turniej            | Nawierzchnia | Partnerka      | Przeciwnicy                        | Wynik finału  |
| ------------- | -- | ---- | ------------------ | ------------ | -------------- | ---------------------------------- | ------------- |
| Finalista     | 1. | 1987 | US Open, Nowy Jork | Twarda       | Betsy Nagelsen | Martina Navrátilová Emilio Sánchez | 4:6, 7:6, 6:7 |

## Kariera trenerska
Annacone pracę jako trener rozpoczął w 1995 roku. Prowadził:
- Pete’a Samprasa (sezony 1995–2002)[2]
- Tima Henmana (sezony 2003–2007)[1]
- Rogera Federera (sezony 2010–2013)[3]
- Sloane Stephens (od początku sezonu 2014 do lipca sezonu 2014)[4]

W latach 2008–2010 był kapitanem reprezentacji Wielkiej Brytanii w Pucharze Davisa.